# Філіпп Клемент (німецький футболіст)
Філіпп Клемент (нім. Philipp Klement, нар. 9 вересня 1992, Людвігсгафен-на-Рейні, Німеччина) — німецький футболіст, центральний півзахисник клубу «Кайзерслаутерн».

## Ігрова кар'єра
Філіпп Клемент народився у місті Людвігсгафен-на-Рейні є вихованцем клубу «Кайзерслаутерн». Але у першій команді він так і не зіграв, влітку 2011 року підписавши трирічний контракт із клубом Другої Бундесліги - «Нюрнберг». Де також більшу частину часу виступав у дублі. 2013 рік футболіст провів в оренді у клубі Третьої ліги - «Ганза».
Влітку 2014 року Клемент перейшов до складу клуба «Майнц 05» і у вересні 2015 року він дебютував у матчах Бундесліги. Під час зимової перерви сезону 2015/16 клуб запропонував футболісту контракт до літа 2018 року. Але в січні 2018 року Клемент перейшов до «Падерборну 07», де провів півтора сезони.
Влітку 2019 року Філіпп Клемент уклав чотирирічну угоду з клубом «Штутгарт» і в першому ж сезоні допоміг своїй новій команді підвищитися до рівня Бундесліги.
Філіпп Клемент провів кілька матчів у складі юнацьких збірних Німеччини.